# Yme Drost
Yme Pieter Jan Drost (Marum, 6 november 1961) is een Nederlandse letselschaderegelaar bekend geworden door de zaken rond de ex-neuroloog Ernst Jansen Steur en het bijstaan van de Stichting Strijd Tegen Misbruik tegen de inmiddels verboden Vereniging MARTIJN en tegen het "pedo-handboek".

## Biografie
De carrière van Drost begon in 1988 toen hij een eenmanszaak voor algemeen juridisch advies oprichtte. Daaraan vooraf ging een procedure tegen Defensie vanwege het feit dat hij arbeidsongeschikt raakte door een salmonellabesmetting tijdens zijn opleiding tot officier. Advocaten zagen destijds niets in een zaak, waarop Drost zelf begon te procederen en won. Hij besloot naar aanleiding van deze zaak een studie rechtsgeleerdheid te volgen. Deze maakte hij door zijn ziekte echter niet af. Later werd er door anderen steeds vaker een beroep gedaan op zijn juridische kennis. 
Drost is ook landelijk bestuurslid van de ChristenUnie geweest. In 2004 stapte hij over naar het CDA. Tijdens de Tweede Kamerverkiezingen 2021 stond hij op de 54e plek op de CDA-kandidatenlijst en behaalde 116 stemmen.

## Persoonlijk
Drost is sinds 1985 getrouwd, woont in Hengelo en heeft 4 kinderen en 5 kleinkinderen.